# 四季彩-shikisai-
『四季彩-shikisai-』（しきさい）は和楽器バンドの2ndスタジオ・アルバム。2017年3月22日に発売された。

## 概要
第57回日本レコード大賞企画賞受賞・オリコンチャート1位獲得作品の前作『八奏絵巻』から1年半振りの新作。
テレビ東京系リオ五輪中継テーマソング「起死回生」・応援ソング「ミ・ラ・イ」、映画『残穢』イメージソング「Strong Fate」、テレビアニメ『双星の陰陽師』OP「Valkyrie -戦乙女-」他タイアップを数多く収録。

## リリース形態
- 初回生産限定盤
  - MUSIC VIDEO COLLECTION/Type-A/CD+DVD[1]
  - MUSIC VIDEO COLLECTION/Type-A/Blu-ray[2]
  - LIVE COLLECTION/Type-B/CD+DVD[3]
  - LIVE COLLECTION/Type-B/Blu-ray[4]
  - Type-C/CD[5]
    - 以上の5形態で発売された。

## CD収録曲
1. 起死回生　4:11
作詞・作曲：黒流
2. Howling　4:19
作詞・作曲：町屋
3. Strong Fate　3:55
作詞・作曲：鈴華ゆう子
4. ミ・ラ・イ　4:30
作詞・作曲：鈴華ゆう子
編曲：倉内達矢
5. 雪よ舞い散れ其方に向けて　4:15
作詞・作曲：亜沙
6. 蛍火　4:29
作詞・作曲：町屋
7. ワタシ・至上主義　3:58
作詞・作曲：蜷川べに
編曲：ZENTA
8. 望月　3:29
作詞・作曲：山葵
9. オキノタユウ　4:23
作詞・作曲：町屋
10. Valkyrie-戦乙女-　4:21
作詞・作曲：亜沙
編曲：倉内達矢
11. MOON SHINE　4:47
作詞：いぶくろ聖志
作曲：黒流
12. 浮世heavy life　4:40
作詞・作曲：亜沙
13. 鳥のように　4:00
作詞・作曲：鈴華ゆう子
14. 空の極みへ　3:39
作詞：いぶくろ聖志
作曲：Cue-Q
15. CLEAN　5:32
作詞・作曲：亜沙
16. 流星　4:09
作詞・作曲：町屋
17. チルドレンレコード　3:05
作詞・作曲：じん
通常盤のみのボーナス・トラック。

## MUSIC VIDEO COLLECTION　DVD/Blu-ray
1. Valkyrie-戦乙女- (MUSIC VIDEO)
2. Strong Fate (MUSIC VIDEO)
3. 起死回生 (MUSIC VIDEO)
4. オキノタユウ (MUSIC VIDEO)
5. 雪よ舞い散れ其方に向けて (MUSIC VIDEO)
6. オキノタユウ (MAKING)
7. 雪よ舞い散れ其方に向けて (MAKING)

## LIVE COLLECTION　DVD/Blu-ray
1. Overture-天ノ大樹-
2. なでしこ桜
3. Valkyrie-戦乙女-
4. 戦-ikusa-
5. 詩吟-弘道館に梅花を賞す-
6. 起死回生
7. 遠野物語四四
8. 追憶
9. 虹色蝶々
10. 星月夜
11. 暁ノ糸
12. ミ・ラ・イ
13. 千本桜